# 中山奈々美
中山 奈々美（なかやま ななみ、1987年7月24日 - ）は、長野県松本市出身の元プロ雀士。元日本プロ麻雀連盟所属、26期生、退会時における同団体内での段位は四段。血液型はA型。身長は167cm。異名は「快活プリンセス」。愛称は「ななみん」。パチスロ『麻雀格闘倶楽部』のバカンスモード担当。
2022年4月25日を以って日本プロ麻雀連盟を退会した。

## 略歴
- 大学時代、放送部の部室で麻雀を覚えて麻雀荘でアルバイトを始める。

- アマチュアの頃から麻雀雑誌などで活動し、2010年日本プロ麻雀連盟に所属する。

- Blogのタイトルにもなっている『ごっぱーはナナミン！』は当時アルバイトしていた麻雀荘（スリーファイブ町田店）が1本場の積棒1500点で、親の3飜30符が『ごっぱー（5800点）（の1本場）はナナミン（7300点）』だったことから命名。

- 通信対戦麻雀、麻雀格闘倶楽部、ロン2に参戦中（2018年4月現在）。
- 日本プロ麻雀連盟26期生同期には、水木琴、白河雪菜、山下忍、藤川まゆ等がいる。
- 2022年4月25日、日本プロ麻雀連盟退会。
- 2023年3月31日、自身のTwitterで入籍（結婚）を発表した[2]。

## 人物
- 趣味は麻雀、映画鑑賞、アニメ鑑賞、モンスト。
- 好きな麻雀の役は国士無双。
- 好きな食べ物は辛いもの。

## タイトル歴
- 2010年　日本プロ麻雀連盟に所属
- 2010年　プロリーグ戦第一節にてプロリーグ戦デビュー
- 2010年　麻雀マスターズにて公式タイトル戦デビュー
- 2010年　麻雀格闘倶楽部公式プロ参戦
- 2011年　D3⇒D2に昇級
- 2011年　プロクイーン戦ベスト16進出
- 2012年　麻雀格闘倶楽部投票選抜戦第8位
- 2013年　D2⇒D1に昇級
- 2013年　麻雀格闘倶楽部投票選抜戦第5位
- 2014年　麻雀格闘倶楽部投票選抜戦第14位
- 2015年　麻雀格闘倶楽部投票選抜戦第13位
- 2016年　麻雀格闘倶楽部投票選抜戦第16位
- 2017年　麻雀格闘倶楽部投票選抜戦第19位
- 2017年　八局麻雀4 優勝
- 2018年　D1⇒C3に昇級

## 出演

### テレビ
- 女流雀士 プロアマNo.1決定戦 てんパイクイーン（2016年 - 、テレ朝チャンネル2）シーズン1～6に出場

## 書籍

### 写真集
- 日本プロ麻雀連盟 女流プロ写真集 国士無双 和泉由希子・高宮まり・東城りお・中山奈々美 ほか 全13名（2013年12月26日、竹書房）ISBN 978-4812497746